# شهرستان اوکتیابرسکی (قالموقستان)
شهرستان اوکتیابرسکی (به لاتین: Oktyabrsky District) یک شهرستان در روسیه است که در قالمیقستان واقع شده‌است.